# South America Cup w biegach narciarskich 2024
South America Cup w biegach narciarskich 2024 – trzecia edycja tego cyklu zawodów. Rywalizacja rozpoczęła się 31 sierpnia 2024 r. w argentyńskim Cerro Catedral-Bariloche, a zakończyła 12 września tego samego roku w chilijskim ośrodku narciarskim Corralco.
Obrońcami tytułów byli reprezentanci Argentyny: Nahiara Díaz González i Franco Dal Farra. Oboje obronili wywalczone przed rokiem trofea.

## Kalendarz i wyniki

### Kobiety
| Lp | Data             | Miejscowość              | Dystans                       | 1. miejsce                  | 2. miejsce            | 3. miejsce                  |
| -- | ---------------- | ------------------------ | ----------------------------- | --------------------------- | --------------------- | --------------------------- |
| 1. | 31 sierpnia 2024 | Cerro Catedral-Bariloche | Sprint s. klasycznym (1.3 km) | Maira Sofía Fernández Righi | Nahiara Díaz González | Agustina Groetzner          |
|    | 1 września 2024  | Cerro Catedral-Bariloche | 5 km s. klasycznym            | Odwołano                    | Odwołano              | Odwołano                    |
| 2. | 2 września 2024  | Cerro Catedral-Bariloche | 5 km s. dowolnym              | Nahiara Díaz González       | Agustina Groetzner    | Mirlene Picin               |
| 3. | 11 września 2024 | Corralco                 | 7.5 km s. dowolnym            | Agustina Groetzner          | Mirlene Picin         | Nahiara Díaz González       |
| 4. | 12 września 2024 | Corralco                 | Sprint s. dowolnym (1.3 km)   | Nahiara Díaz González       | Agustina Groetzner    | Maira Sofía Fernández Righi |

### Mężczyźni
| Lp | Data             | Miejscowość              | Dystans                       | 1. miejsce       | 2. miejsce          | 3. miejsce          |
| -- | ---------------- | ------------------------ | ----------------------------- | ---------------- | ------------------- | ------------------- |
| 1. | 31 sierpnia 2024 | Cerro Catedral-Bariloche | Sprint s. klasycznym (1.3 km) | Franco Dal Farra | Mateo Lorenzo Sauma | Izidor Karničar     |
|    | 1 września 2024  | Cerro Catedral-Bariloche | 10 km s. klasycznym           | Odwołano         | Odwołano            | Odwołano            |
| 2. | 2 września 2024  | Cerro Catedral-Bariloche | 10 km s. dowolnym             | Franco Dal Farra | Mateo Lorenzo Sauma | Izidor Karničar     |
| 3. | 11 września 2024 | Corralco                 | 10 km s. dowolnym             | Franco Dal Farra | Sebastian Endrestad | Mateo Lorenzo Sauma |
| 4. | 12 września 2024 | Corralco                 | Sprint s. dowolnym (1.3 km)   | Franco Dal Farra | Mateo Lorenzo Sauma | Sebastian Endrestad |

## Klasyfikacje
| Lp. | Zawodniczka                 | Punkty |
| --- | --------------------------- | ------ |
| 1.  | Nahiara Díaz González       | 340    |
| 2.  | Agustina Groetzner          | 320    |
| 3.  | Maira Sofía Fernández Righi | 260    |
| 4.  | Mirlene Picin               | 216    |
| 5.  | Paloma Angelino Saquero     | 181    |
| 6.  | Victoria Richter Baratcabal | 170    |
| 7.  | Martina Flores              | 157    |
| 8.  | Estefanía Belén Fuentes     | 64     |
| 9.  | Sofía Casanova              | 55     |
| 10. | Constanza Casanova          | 55     |

| Lp. | Zawodnik                  | Punkty |
| --- | ------------------------- | ------ |
| 1.  | Franco Dal Farra          | 400    |
| 2.  | Mateo Lorenzo Sauma       | 300    |
| 3.  | Justo Pastor Estévez      | 185    |
| 4.  | Nahuel Exequiel Torres    | 175    |
| 5.  | Sebastian Endrestad       | 140    |
| 6.  | Martín Flores             | 140    |
| 7.  | Izidor Karničar           | 120    |
| 8.  | Stanzin Lundup            | 108    |
| 9.  | Nicolás Cornejo           | 99     |
| 10. | Valentín Sánchez Prebisch | 72     |